# مارتن جورتوم
مارتن جورتوم (بالإستونية: Martin Jurtom)‏ مواليد 11 مارس 1994 في تالين، هو لاعب كرة سلة إستوني. يلعب مع نادي كازالي لكرة السلة في الدوري الإيطالي لكرة السلة الدرجة الثانية. يبلغ طوله 6 قدم 7 بوصة (2.0 م).

## المسيرة الاحترافية
لعب مع نيو باسكت برينديزي في الدوري الإيطالي في موسم 2013–2014، ثم لعب مع راكفيره تارفاس في موسم 2014–2015، ثم لعب مع نادي كازالي لكرة السلة في سنة 2015.

## روابط خارجية
- مارتن جورتوم على موقع الاتحاد الدولي لكرة السلة (الإنجليزية)
- مارتن جورتوم على موقع كرة السلة الأوروبية.كوم (الإنجليزية)
- مارتن جورتوم على موقع ريلجم (الإنجليزية)
- مارتن جورتوم على موقع بروبوليرز (الإنجليزية)
- مارتن جورتوم على موقع سبورتس رفرنس (الإنجليزية)